# Omicron Cassiopeiae
Désignations
Omicron Cassiopeiae (ο Cas / ο Cassiopeiae) est un système d'étoiles triple de la constellation boréale de Cassiopée. Il est visible à l'œil nu avec une magnitude apparente variant quelque peu autour de 4,5. D'après la mesure de sa parallaxe annuelle par le satellite Hipparcos, le système est distant d'approximativement ∼ 700 a.l. (∼ 215 pc) de la Terre. Il se rapproche du Système solaire à une vitesse radiale de −12 km/s.

## Propriétés
La composante primaire, désignée ο Cassiopeiae A, est une binaire spectroscopique à raies simples dont les deux étoiles complètement une orbite en 2,83 ans. Elle a également été résolue par interférométrie.
Sa composante visible, ο Cassiopeiae Aa, est une géante bleue de type B. Elle est classée comme une variable de type Gamma Cassiopeiae et sa luminosité varie entre les magnitudes 4,30 et 4,62. Elle tourne très rapidement sur elle-même, à une vitesse de 375 km/s à son équateur (proche de sa vitesse de destruction théorique de 390 km/s), mais puisque son pôle est incliné de 36 degrés, sa vitesse de rotation projetée est de seulement 220 km/s.
La nature de la composante secondaire, ο Cassiopeiae Ab, n'est pas bien connue. Alors qu'elle est 2,9 magnitudes plus faible que la primaire, elle apparaît avoir une masse similaire à, voire plus grande que la primaire. Il est possible que la secondaire soit en fait une paire d'étoiles blanches de la séquence principale précoces.
Un compagnon plus distant, désigné ο Cassiopeiae B, est localisé à 33,6 secondes d'arc du système central. C'est une étoile jaune-blanc de la séquence principale de onzième magnitude. Étant donné qu'elle présente un mouvement propre similaire à ο Cassiopeiae A, on pense qu'elle est gravitationnellement liée au système.